# Idealkritischer Durchmesser
Der Idealkritische Durchmesser ist ein Begriff aus der Werkstofftechnik und beschreibt das Verhalten von Stahl bei der sogenannten martensitischen Härtung. Je größer der Idealkritische Durchmesser von Stahl ist, umso besser lässt sich eine solche Härtung durchführen. Der Idealkritische Durchmesser ist ein vom Kühlmittel unabhängiges Maß dafür, wie gut sich Stahl härten lässt.  Er ist abhängig von der Austenitkorngröße (der durchschnittlichen Größe der Kristalle im Material) und dem vorhandenen Kohlenstoffgehalt. 
Der Idealkritische Durchmesser ist definiert als der Durchmesser einer zylindrischen Probe, die nach martensitischer Härtung mit ideal schroffer Abkühlung längs der Probenachse 50 % Martensit enthält.
Idealkritischer Durchmesser = {\displaystyle A(d_{\gamma })\cdot {\sqrt {x}}}
wobei:
{\displaystyle d_{\gamma }}  = Austenitkorngröße
{\displaystyle A(d_{\gamma })=3{,}89\cdot d_{\gamma }^{0{,}231}\ {\text{(in mm)}}}    (Näherungsformel nach ASTM genormt)
{\displaystyle x} = Kohlenstoffgehalt der Probe in Ma-%
Das bedeutet, dass sowohl mit wachsendem Austenitkorndurchmesser als auch mit wachsendem Kohlenstoffgehalt der Idealkritische Durchmesser steigt. 
Dies erklärt sich dadurch, dass durch wachsende Austenitkorngröße das Korngrenzenangebot und somit die Keimzahl sinkt. Dadurch sinkt auch die Neigung zu diffusionsgesteuerter Umwandlung in Bainit bzw. Perlit.
Ein höherer Kohlenstoffgehalt erzeugt eine erhöhte Verspannung des Eisengitters, so dass die Härte zunimmt.
Diese beiden Mechanismen begünstigen also die Martensitbildung. Damit entsteht auch mehr Martensit, wodurch sich der Idealkritische Durchmesser erhöht.